# Llibre del Repartiment
Els llibres de repartiment són registres de donacions reials després de les conquestes de terres d'al-Àndalus.
Els més antics dels conservats són els dels regnes de Mallorca i València, ambdós del segle xiii, però n'hi ha molts altres, el del regne de Múrcia i altres regnes castellans. També existeixen llibres dels termes de ciutats concretes, com el d'Oriola.
Quan el rei feia una donació, els seus escrivans prenien una breu nota en uns registres, que més tard desenvoluparien en pergamí per ser lliurats al nou propietari.
El Llibre del repartiment de Mallorca es conserva en cinc còdexs medievals: l'arabigollatí (ARM, s/n, ca. 1232), el català (ARM, 18, 1269) i tres de llatins (ARM, 19, ca. 1300; ACM, 3041, 1307 i; ACA, 26, ca. 1346).
El Llibre del repartiment de València es conserva a l'Arxiu de la Corona d'Aragó, a Barcelona, i són en realitat tres volums elaborats al segle xix que recullen els documents en paper al voltant de les donacions de propietats i cases a València i a la seva rodalia, entre els que participaren en el procés de la conquesta. Cada volta que es recull una informació, s'indica: el nom del "conditor", que en tots els casos és el rei Jaume I; el nom del beneficiari de la donació, amb la seua procedència geogràfica; l'objecte de la donació, amb el nom del propietari anterior; descripció i ubicació de la donació; i, per acabar, la data de la donació. El primer i segon volums recullen les propietats rústiques i urbanes de la ciutat, del terme i del Regne de València. El tercer volum recull les donacions de cases a l'interior de la ciutat de València. És tot en llatí, de l'època, encara que hi ha també elements en llengües romàniques. Fou escrit en gòtica cancelleresca, cursiva, traçada de forma despreocupada, precipitadament i sense cura.